# Marcin Wasilewski (nhạc công)
Marcin Wasilewski (sinh năm 1975 tại Slawno, Zachodniopomorskie) là một nghệ sĩ dương cầm và nhà soạn nhạc người Ba Lan.
Năm 2001, nghệ sĩ kèn trumpet Tomasz Stańko sau vài năm cố vấn đã quyết định tuyển bộ ba Marcin Wasilewski cùng tay bass Slawomir Kurkiewicz và tay trống Michal Miskiewicz vào thành một ban nhạc.

## Đĩa nhạc

### Bộ tam Marcin Wasilewski
| January                                                                       | - Phát hành: 21 tháng 1 năm 2008 - Hãng đĩa: ECM Records - Định dạng: CD, tải nhạc     | 23 | 21 |               |             |
| Faithful                                                                      | - Phát hành: 4 tháng 3 năm 2011 - Hãng đĩa: ECM Records - Định dạng: CD, tải nhạc      | 26 | 14 | - POL: 5,000+ | - POL: Vàng |
| Spark of Life with Joakim Milder                                              | - Phát hành: 10 tháng 10 năm 2014 - Hãng đĩa: ECM Records - Định dạng: CD, tải nhạc    | 20 | 23 | - POL: 5,000+ | - POL: Vàng |
| Live                                                                          | - Phát hành: 14 tháng 9 năm 2018 - Hãng đĩa: ECM Records - Định dạng: LP, CD, tải nhạc |    |    |               |             |
| "–": Bài hát không có bảng xếp hạng hoặc không được phát hành trong lãnh thổ. |                                                                                        |    |    |               |             |

### Xuất hiện
| Album                                   | Năm  | Tham khảo |
| --------------------------------------- | ---- | --------- |
| Tomasz Stańko Quartet – Soul of Things  | 2002 | [ 15 ]    |
| Tomasz Stańko Quartet – Suspended Night | 2004 | [ 16 ]    |
| Manu Katché – Neighbourhood             | 2005 | [ 17 ]    |
| Tomasz Stańko Quartet – Lontano         | 2006 | [ 18 ]    |
| Manu Katché – Playground                | 2007 | [ 19 ]    |
| Jacob Young – Forever Young             | 2014 | [ 20 ]    |